# Thoutmôsis Ier
Vous lisez un « bon article » labellisé en 2009.
Pour les articles homonymes, voir Thoutmôsis.
Thoutmôsis Ier ou Djéhoutymosé Ier est le troisième pharaon de la XVIIIe dynastie durant le Nouvel Empire. Il prend le pouvoir à la mort d’Amenhotep Ier, avec qui il ne semble pas avoir de liens familiaux directs.
D’après Manéthon, Thoutmôsis Ier règne douze ans et neuf mois. On situe son règne aux alentours de 1504 à 1492 av. J.-C.. Sans doute d'un âge au moins égal à celui de son prédécesseur, Thoutmôsis Ier est déjà père lorsqu'il monte sur le trône. Durant son règne, il conduit de grandes campagnes au Levant (jusqu'à l'Euphrate) et en Nubie, repoussant les frontières de l’Égypte plus loin que jamais auparavant. Il construit de nombreux temples en Égypte et fait vraisemblablement creuser, pour lui-même, le premier tombeau de pharaon attesté dans la vallée des Rois. Il établit son temple funéraire à Deir el-Bahari, à l'emplacement où sa fille Hatchepsout construira le sien. Cette dernière est mariée à son fils et successeur Thoutmôsis II.

## Généalogie

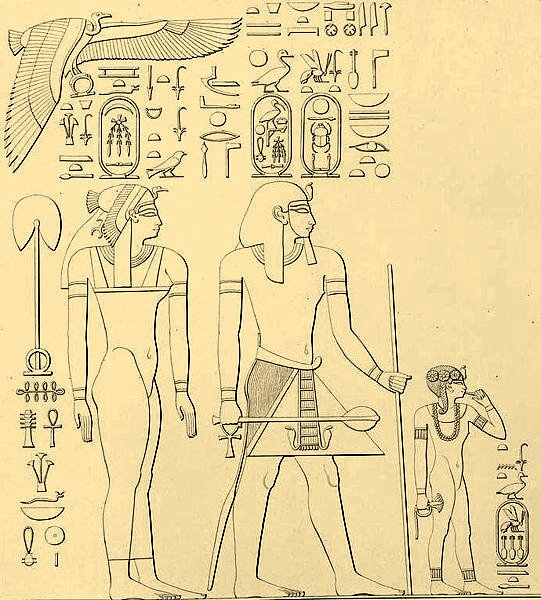
Gravure de Lepsius le représentant avec Ahmès et Néféroubity.

Sa mère, la dame Séniséneb ou Senseneb, n'était ni fille ni épouse de roi, et on ignore le nom de son père. Il n’est toutefois pas impossible que Thoutmôsis fût de sang royal, bien qu’aucun document ne le confirme. Certains égyptologues estiment qu'il est le fils du prince Ahmosé-Sipair, fils du pharaon Seqenenrê Tâa et frère d'Ahmôsis Ier, le fondateur de la dynastie. Il serait alors le cousin et le plus proche parent de son prédécesseur.
Avant son avènement, il épousa Ahmès, peut-être la sœur d'Amenhotep Ier,, à moins qu'elle ne fût sa propre sœur biologique. Selon toute vraisemblance, Ahmès-Néfertary, veuve d'Ahmôsis Ier et mère du roi défunt, joua un rôle déterminant lors de la transmission du pouvoir. Cette hypothèse se fonde sur la présence de la vieille reine à côté de la grande épouse royale Ahmès, sur la stèle que le vice-roi de Koush Toure a faite ériger dans le Ouadi Halfa, près de Bouhen.
Ahmès lui donne deux filles, Hatchepsout l'aînée et Néféroubity la cadette. De son union avec Moutnofret naissent le futur Thoutmôsis II et peut-être trois autres fils qui meurent toutefois avant leur père : Amenmès, qui commande l'armée, Ouadjmosé (Ouadjmès) et Ramosé.

## Règne

### Exploits militaires
Lors du couronnement de Thoutmôsis, la Nubie se rebelle contre le régime égyptien. Selon les inscriptions du tombeau d’Ahmès (fils d'Abana), Thoutmôsis remonte du Nil et combat les Nubiens, tuant lui-même leur roi :
« Sa Majesté […] décocha sa première flèche, qui se planta dans la poitrine de ce vil ennemi. […] On fit là un grand carnage et on emmena les habitants en captivité,. »
Après sa victoire, il revient triomphalement à Thèbes, « pendant que ce vil Nubien [le roi de Kerma ?], était pendu, tête en bas, à la proue du navire royal ».
La deuxième année de son règne, le pharaon place une stèle à Tombos, sur laquelle il proclame avoir construit une forteresse près de la troisième cataracte, étendant ainsi durablement la présence militaire égyptienne, préalablement arrêtée à Bouhen sur la deuxième cataracte.

L'étendue territoriale maximale de l'Égypte durant le règne de Thoutmôsis III

La stèle mentionne également la campagne en Syrie du roi, qui peut donc être datée du début de l'an 2 du règne. Cette campagne conduit les forces égyptiennes plus loin au nord que celles de tous les pharaons précédents. Pour marquer son exploit, le roi fait dresser une stèle à l'endroit où il franchit l’Euphrate. Celle-ci n’a pas été retrouvée, mais elle est mentionnée par son petit-fils Thoutmôsis III, lors de ses propres conquêtes au Levant. Au cours de cette campagne, des princes syriens font allégeance à Thoutmôsis. Cependant, après son départ, ils rompent leurs hommages et renforcent leurs défenses contre les campagnes à venir. Thoutmôsis fête ses victoires avec une chasse aux éléphants dans la région du royaume de Niya, près d'Apamée en Syrie. Il rentre en Égypte où il relate sa découverte de l'Euphrate, indiquant « que l'eau coule vers l’amont alors qu’elle devrait couler vers l'aval ». L'Euphrate a été le premier grand fleuve rencontré par les Égyptiens coulant du nord, qui est l’aval du Nil, au sud, qui est l’amont du Nil. Le fleuve est ainsi connu en Égypte comme « l'eau renversée ».
Au cours de la troisième année de son règne, Thoutmôsis Ier mène une seconde expédition contre la Nubie, durant laquelle il ordonne de draguer le canal qui contourne la première cataracte. Ce canal avait été initialement construit sous Sésostris III (XIIe dynastie) afin de faciliter les voyages de l'Égypte vers la Nubie, améliorant l’intégration de la Nubie à l'empire égyptien. Cette expédition est mentionnée dans deux inscriptions séparées par le fils du roi Toure :
« Le 22e jour du premier mois de la troisième saison de 3e année de sa majesté du roi de Haute et Basse Égypte, sa Majesté Âakhéperkarê à qui est donné la vie ordonna de draguer ce canal après avoir découvert qu’il était bouché par des pierres [de sorte qu']aucun [navire ne naviguait dessus]. Le 22e jour du premier mois de la troisième saison de 3e année, sa Majesté a navigué sur ce canal dans la victoire et dans la puissance de son retour, après avoir renversé le malheureux royaume de Koush. »
Mais Thoutmôsis doit faire face à une nouvelle révolte en Nubie dans la quatrième année de son règne. Elle est écrasée par les troupes égyptiennes, ce qui a pour conséquence d'avancer encore davantage la frontière sud de l'Égypte, jusqu’au niveau de Kénissa, en amont de la quatrième cataracte. Cette campagne porte sans doute un coup fatal au royaume de Kerma. Deux stèles relatent ces exploits, l’une à Tombos, au niveau de la troisième cataracte, et l’autre à Kénissa, gravée dans le rocher à Hager-el-Meroua. Cette dernière témoigne d'une frontière méridionale repoussée jusqu'à la quatrième cataracte, limite encore jamais atteinte.
Durant son règne, Thoutmôsis Ier lance plusieurs projets qui mettent fin à l'indépendance de la Nubie pour le restant du Nouvel Empire. Il agrandit le temple de Sésostris III et de Khnoum à Semna ouest. Il maintient dans sa charge de « vice-roi de Koush, chef des pays du Sud », aussi connu sous le nom de « Fils royal de Koush », un homme du nom de Toure, nommé au temps d'Amenhotep Ier et sans doute fils du vice-roi précédent. Avec un représentant civil du roi établi de façon permanente en Nubie elle-même, le contrôle du pays devient plus facile. Le Fils royal de Koush a également le devoir d'accomplir des rites religieux spécifiques à la place du roi dans les temples nubiens.

### Programme de constructions
Le programme de constructions conduit par Thoutmôsis Ier au cours de son règne est vaste. Il concerne de nombreux temples et des tombeaux, mais son plus grand projet est le temple de Karnak, sous la supervision de l'architecte Inéni. Avant le règne de Thoutmôsis, Karnak était probablement constitué d'une plate-forme primitive, sise dans la cour dite « cour du Moyen-Empire », constituée d'un sanctuaire principal et de deux salles en enfilade. De ce sanctuaire partait peut-être une longue voie d'accès unique conduisant à un débarcadère, et ponctuée sur son tracé de chapelles-reposoirs ultérieurement réutilisées. Thoutmôsis est le premier roi qui agrandit considérablement le temple. Il construit le cinquième pylône sur le chemin principal du temple, fait édifier un mur entourant le sanctuaire et deux mâts flanquant la porte. À l’extérieur, il construit le quatrième pylône et un autre mur d'enceinte. Entre les quatrième et cinquième pylônes, construits en « belle pierre blanche de Tourah », il bâtit une salle hypostyle avec des colonnes en bois de cèdre. Ce type de structure était commun dans les temples égyptiens, et censé représenter un marais et des papyrus, symbole de la création. Le long du mur extérieur de cette salle, il fait dresser des statues colossales, chacune portant en alternance la couronne de la Haute-Égypte et celle de Basse-Égypte. Enfin, en dehors du quatrième pylône, il érige quatre autres mâts et deux obélisques, bien que l'un d'entre eux, maintenant abattu, soit inscrit au nom de Thoutmôsis III cinquante ans plus tard. Les colonnes de cèdre de la salle hypostyle seront ultérieurement remplacées par des colonnes de pierre sous Thoutmôsis III. Toutefois, les deux colonnes les plus septentrionales sont remplacées par Thoutmôsis Ier lui-même. Hatchepsout érigera aussi deux de ses propres obélisques à l'intérieur de la salle hypostyle de Thoutmôsis Ier.
Outre Karnak, Thoutmôsis Ier fait également élever des statues de l’Ennéade à Abydos, ainsi que des bâtiments à Armant, Ombos, Al-Hibah, Memphis et Edfou. Il ajoute des extensions mineures aux constructions nubiennes de Semna, Bouhen, Aniba, et Quban.

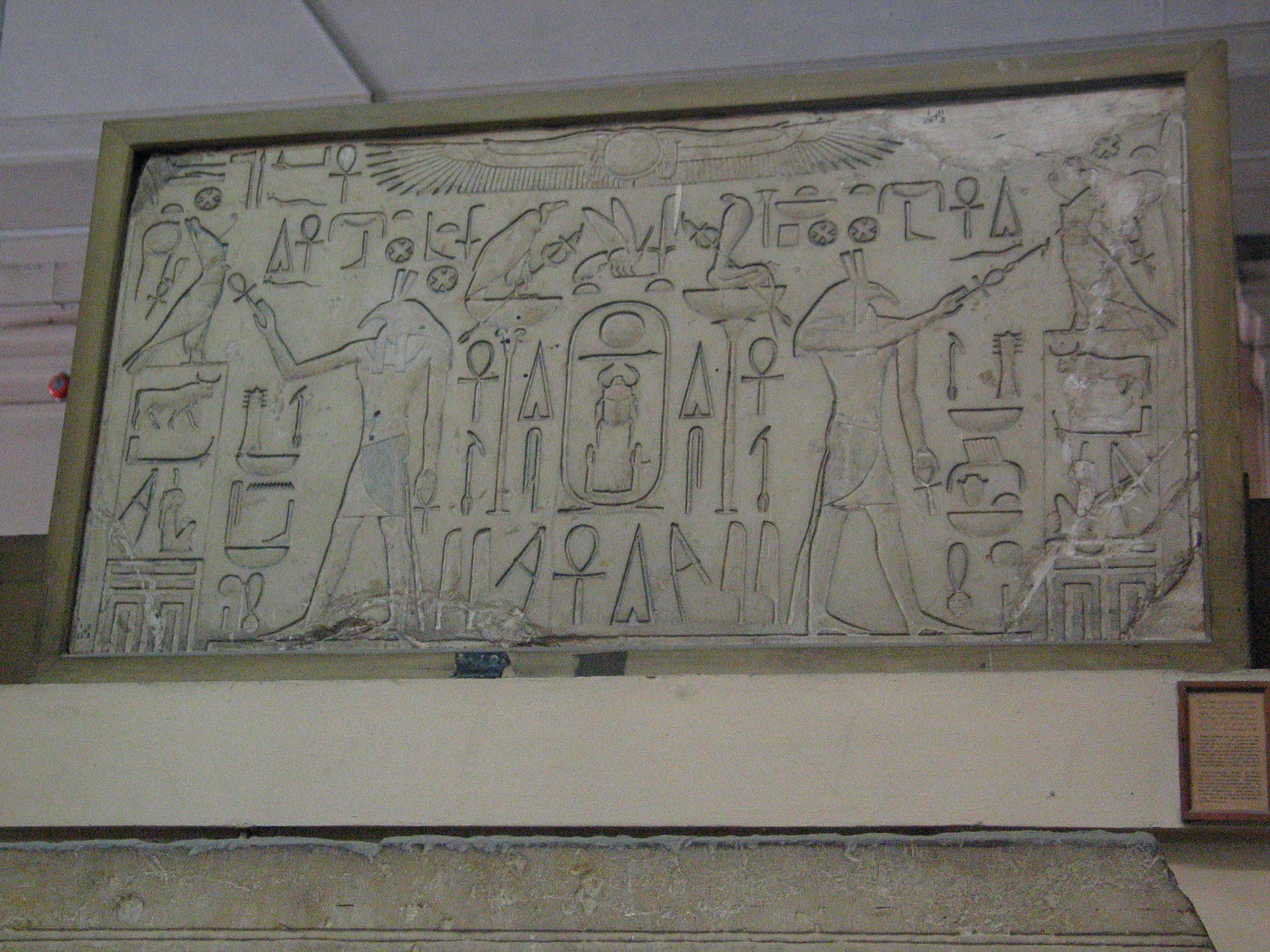
Stèle de Thoutmôsis Ier au Musée égyptien du Caire.
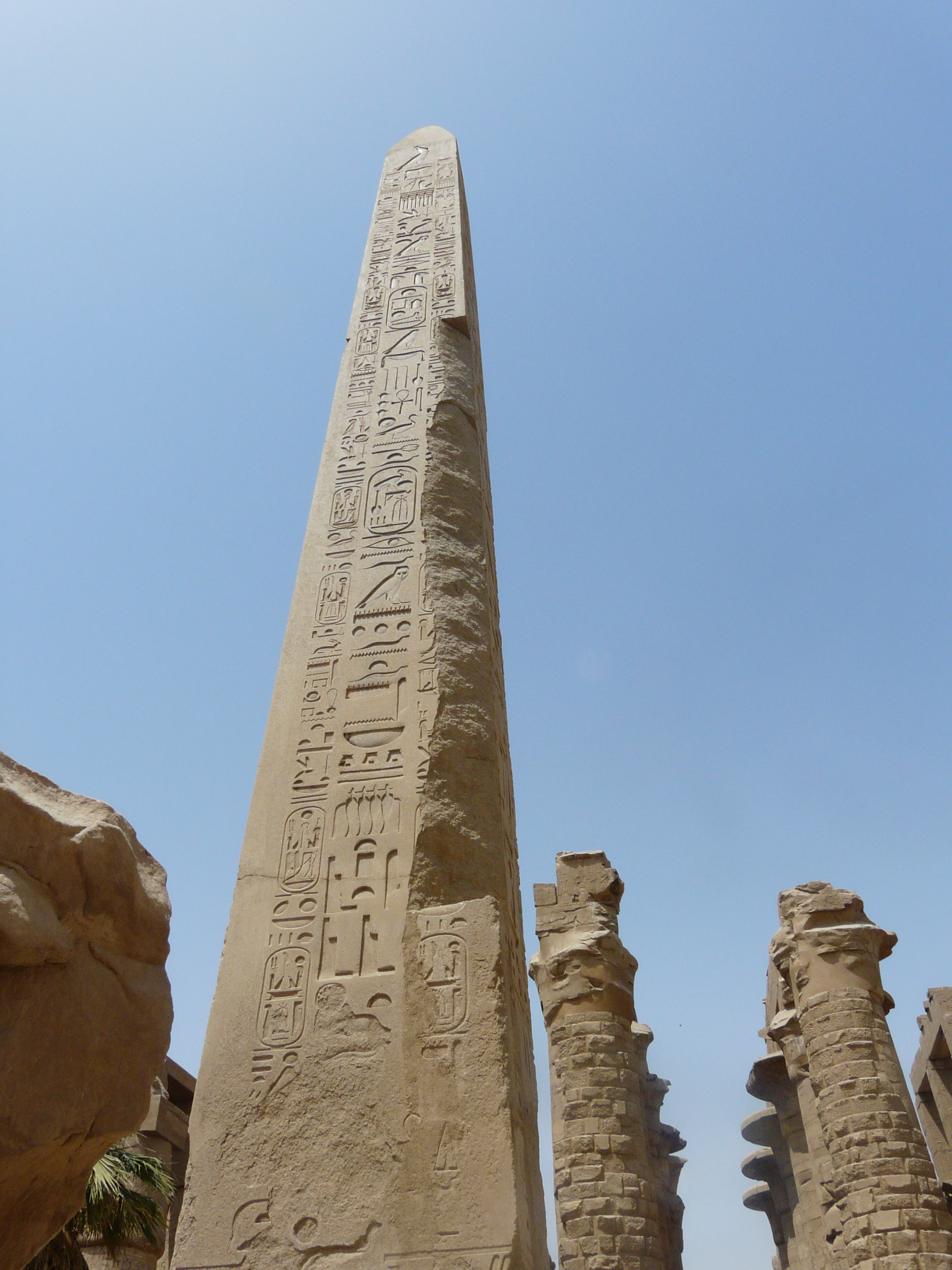
Obélisque de Thoutmôsis Ier dans la cour du quatrième pylône de Karnak.
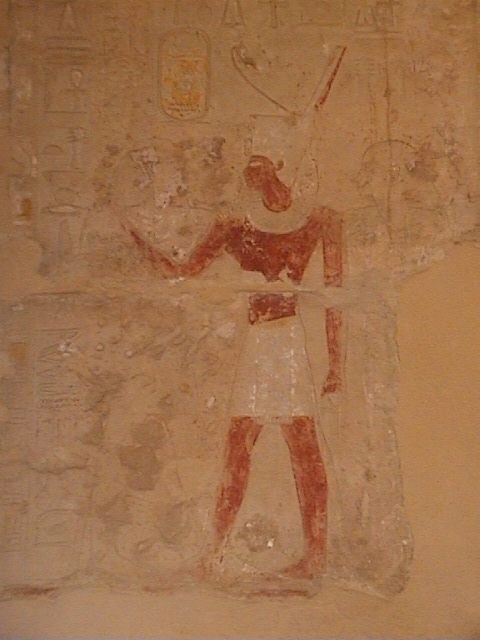
Thoutmôsis Ier à Deir el-Bahari.
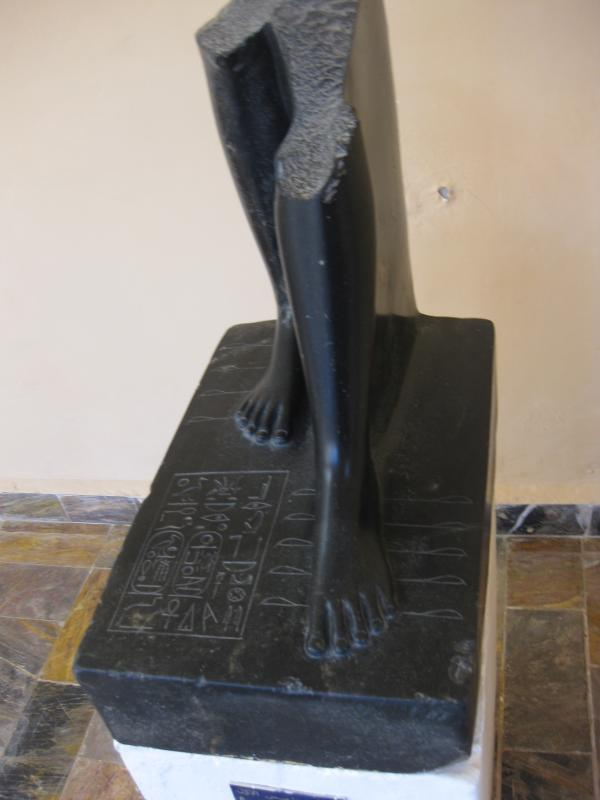
Pied en marbre noir de Thoutmôsis Ier, découvert en 1848 à Cherchell en Algérie, conservé au Musée public national de Cherchell.

## Sépulture

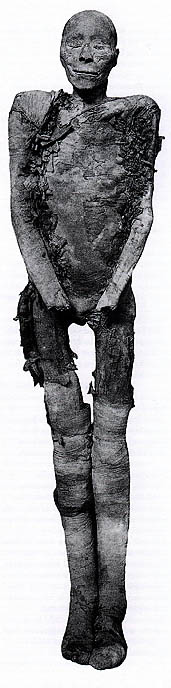
Momie supposée de Thoutmôsis Ier.

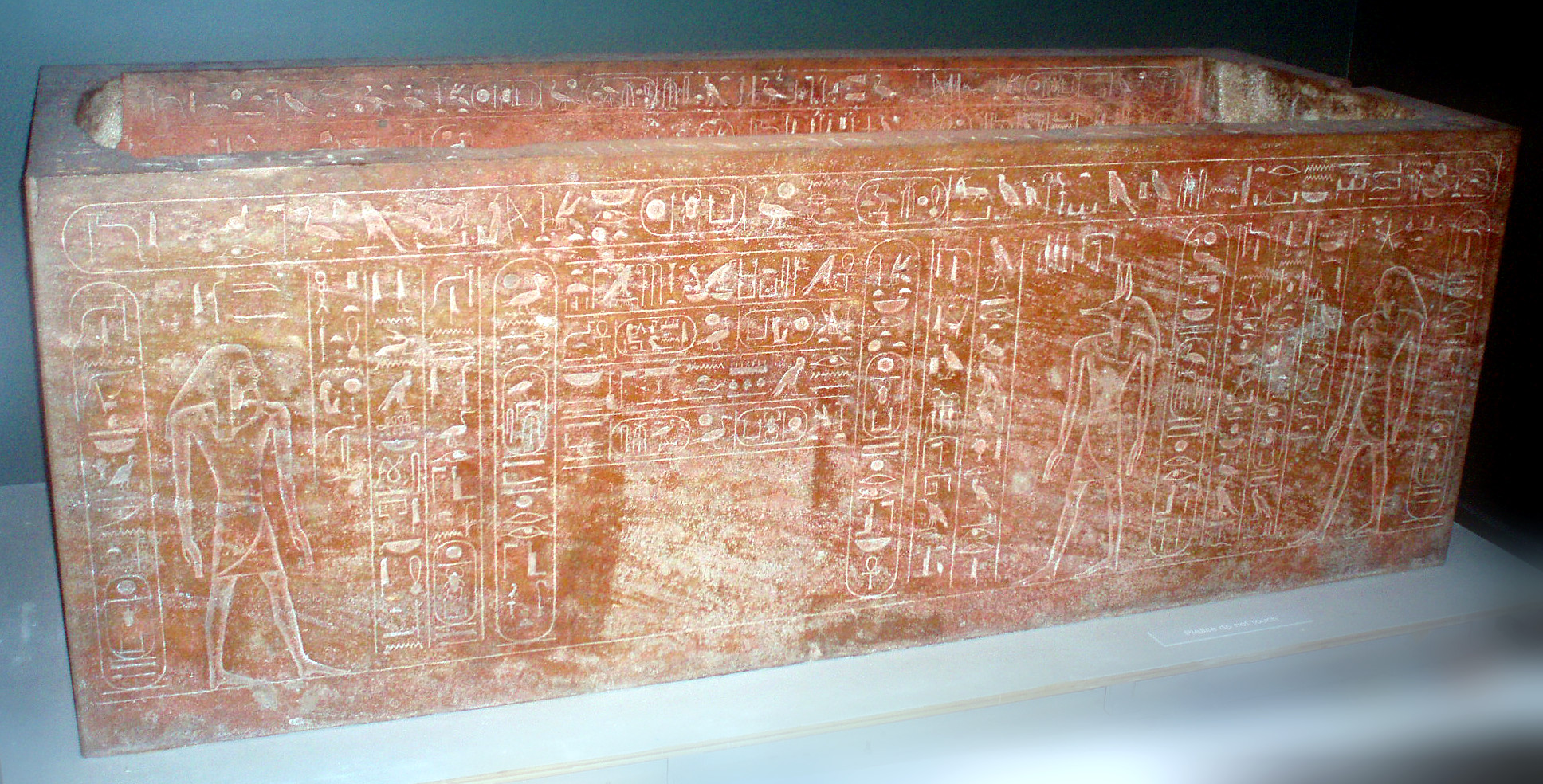
Hatchepsout fit fabriquer ce sarcophage de diorite durant son règne pour la seconde inhumation de son père Thoutmôsis Ier dans la tombe KV20 - Musée des Beaux-Arts (Boston).

Thoutmôsis Ier fut le premier pharaon à se faire enterrer dans la vallée des Rois. Inéni fut chargé de faire creuser sa tombe, et sans doute de construire son temple funéraire. Ce dernier n'a pas été retrouvé, probablement incorporé ou démoli par la construction de celui d'Hatchepsout à Deir el-Bahari. Son tombeau est cependant identifié à la tombe KV20. À l'intérieur se trouvait un sarcophage en quartzite jaune portant le nom de Thoutmôsis. Son corps semble toutefois avoir été déplacé par Thoutmôsis III dans le tombeau KV38, qui contient également un sarcophage au nom de Thoutmôsis Ier.
Thoutmôsis Ier a été enterré dans la tombe KV20, réutilisée par sa fille Hatchepsout, plutôt que dans la KV38 découverte en mars 1899 par Victor Loret. Celle-ci ne peut avoir été construite pour Thoutmôsis Ier que durant le règne de son petit-fils Thoutmôsis III, si l'on en croit « un réexamen récent de la structure et du contenu du KV38 ». L'emplacement de la tombe KV20 est connu depuis l'expédition de Bonaparte en 1799, bien que son propriétaire d'origine soit resté inconnu. En 1844, le savant prussien Karl Richard Lepsius explora partiellement ses couloirs supérieurs. Toutefois, l'ensemble de ses couloirs « était bloqué par une masse solidifiée de gravats, de petites pierres et de débris qui avaient été apportés dans la tombe par les eaux ».
Il fallut attendre la saison de fouilles de 1903-1904 d’Howard Carter, après deux saisons précédentes de travail acharné, pour percer les couloirs et pénétrer dans la double chambre funéraire. Là, parmi des débris de poteries et des récipients en pierre brisés de la chambre funéraire et des passages inférieurs, on découvrit les restes de deux vases de la reine Ahmès-Néfertary qui faisaient partie du mobilier funéraire original de Thoutmôsis Ier. L'un de ces vases portait une inscription stipulant que Thoutmôsis II l'avait fait « comme son monument pour son père ». D’autres pièces portant les noms et titres de Thoutmôsis Ier ont également été inscrites par son fils et successeur Thoutmôsis II, ainsi que des fragments de vases de pierre faits pour Hatchepsout avant son accession au trône, et que des navires portant son nom royal de « Maâtkarê », un nom pris seulement après qu'elle a pris le pouvoir.
Carter découvrit également deux cercueils dans la chambre funéraire. Le sarcophage en bois sculpté d'Hatchepsout fut trouvé « ouvert sans reste de corps, et le couvercle jeté sur le plancher » ; il est maintenant exposé au Musée égyptien du Caire, avec une paire de vases canopes en quartzite jaune. Le deuxième sarcophage, en quartzite, fut retrouvé allongé sur son côté avec son couvercle, appuyé sur le mur, presque sans dommage. Il fut donné à Theodore Monroe Davis, sponsor financier de ces fouilles, en reconnaissance pour son soutien généreux. Davis le donna à son tour au Musée des Beaux-Arts de Boston. Ce second sarcophage était initialement gravé au nom du « roi de Haute et Basse Égypte, Maâtkarê Hatchepsout ». Toutefois, lorsque ce sarcophage fut fini, Hatchepsout commanda un nouveau sarcophage pour elle-même, et fit don du sarcophage existant à son père Thoutmôsis Ier. Les tailleurs de pierre ont visiblement tenté d'effacer les inscriptions originales pour les remplacer par le nom et les titres de Thoutmôsis Ier. Ce sarcophage de quartzite mesure sept pieds de long sur trois de large, ses parois sont épaisses de cinq pouces et il porte un texte proclamant la générosité d'Hatchepsout envers son père :
« […] Vive l'Horus féminin […], le roi de Haute et Basse Égypte, Maâtkarê, le fils de Rê, Hatchepsout-Khnemet-Amon ! Puisse-t-elle vivre à jamais ! Elle le fait comme un monument pour son père qu'elle aimait, le bon dieu, Seigneur des Deux Terres, Âakhéperkarê, fils de Rê, Thoutmôsis le juste. »
Le corps de Thoutmôsis ne devait cependant pas reposer aux côtés de sa fille après la mort d'Hatchepsout. Thoutmôsis III, le successeur d'Hatchepsout, décida d’enterrer son grand-père dans une tombe bien plus belle, la tombe KV38, qui comportait un autre sarcophage jaune dédié à Thoutmôsis Ier et inscrit avec des textes proclamant l'amour de ce pharaon pour son grand-père décédé. Cependant les restes de Thoutmôsis Ier furent encore dérangés à la fin de la XXe dynastie, lorsque la tombe KV38 fut pillée. Le couvercle du sarcophage fut brisé et les précieux bijoux du roi et son mobilier funéraire volés.
Sa momie fut finalement découverte en 1881 dans la « cachette royale » de Deir el-Bahari (tombe DB 320), située dans les collines au-dessus du temple mortuaire d'Hatchepsout. Il reposait aux côtés des momies de plusieurs autres pharaons des XVIIe, XVIIIe et XIXe dynasties égyptiennes : Amenhotep Ier, Thoutmôsis II, Thoutmôsis III, Ramsès Ier, Séthi Ier, Ramsès II, Ramsès IX, Pinedjem Ier, Pinedjem II et Siamon.
Le cercueil original de Thoutmôsis Ier fut repris et réutilisé plus tard par un pharaon de la XXIe dynastie. La momie de Thoutmôsis était considérée comme perdue, jusqu'à ce que l’égyptologue Gaston Maspero, se fondant sur les fortes ressemblances familiales entre les momies de Thoutmôsis II et de Thoutmôsis III, reconnaisse sa momie dans celle qui portait le numéro 5283. Cette identification a été soutenue par des examens ultérieurs, révélant que la technique d’embaumement utilisée était bien celle de l'époque de Thoutmôsis, presque certainement postérieure à celle d'Ahmôsis Ier et réalisée au cours de la XVIIIe dynastie. Gaston Maspero décrit la momie de la manière suivante :
« Le roi était déjà avancé en âge au moment de sa mort, à plus de cinquante ans, à en juger par ses dents incisives, qui sont usées et rongées par les impuretés dont le pain égyptien était rempli. Le corps, bien que petit et maigre, montre une force musculaire inhabituelle : la tête est chauve, les traits sont raffinés, et la bouche porte encore une expression caractéristique de finesse et de ruse. »
Cette momie considérée comme celle de Thoutmôsis Ier est exposée au Musée égyptien du Caire. Toutefois, en 2007, le docteur Zahi Hawass annonça que cette momie était celle d'un homme de trente ans, mort à la suite d'une blessure de flèche à la poitrine. En raison de son jeune âge et de la cause de sa mort, il a été établi que cette momie n’était probablement pas celle du roi Thoutmôsis Ier.